# Estadi Pierre-Mauroy
L'Estadi Pierre-Mauroy (fins a l'any 2013 Grand Stade Lille Métropole) és un estadi situat a la ciutat de Villeneuve-d'Ascq en França. Es preveia la seva finalització total pel juliol de l'any 2012 i albergarà els partits de l'Eurobasket 2015 i de l'Eurocopa 2016 i també els que jugui com a local el Lille OSC. L'estadi té una capacitat de 50.186 espectadors i reemplaça l'antic estadi del Lille, l'Stade Lille Métropole. Finalment, es va retardar una mica la seva conclusió i el partit inaugural es va disputar el 17 d'agost de 2012.
Al novembre de l'any 2014 va albergar la final de la Copa Davis entre França i Suïssa, amb rècord d'assistents per a una final d'aquest torneig.

## Eurocopa 2016
L'Stade Pierre-Mauroy albergarà durant el campionat 6 partits: 4 partits de la fase de grups, 1 de vuitens de final i 1 de quarts de final, que seran els següents:
| Data       | Fase             | Equip               |  | Resultat |  | Equip               | Espectadors |
| ---------- | ---------------- | ------------------- |  | -------- |  | ------------------- | ----------- |
| 12 de juny | Grup C           | Alemanya            |  | -        |  | Ucraïna             |             |
| 15 de juny | Grup B           | Rússia              |  | -        |  | Eslovàquia          |             |
| 19 de juny | Grup A           | Suïssa              |  | -        |  | França              |             |
| 22 de juny | Grup I           | Itàlia              |  | -        |  | Irlanda             |             |
| 27 de juny | Vuitens de final | 1r Grup C           |  | -        |  | 3r Grup A/B/F       |             |
| 30 de juny | Quarts de final  | Guanyador partit 38 |  | -        |  | Guanyador Partit 42 |             |

### Construcció del gran estadi

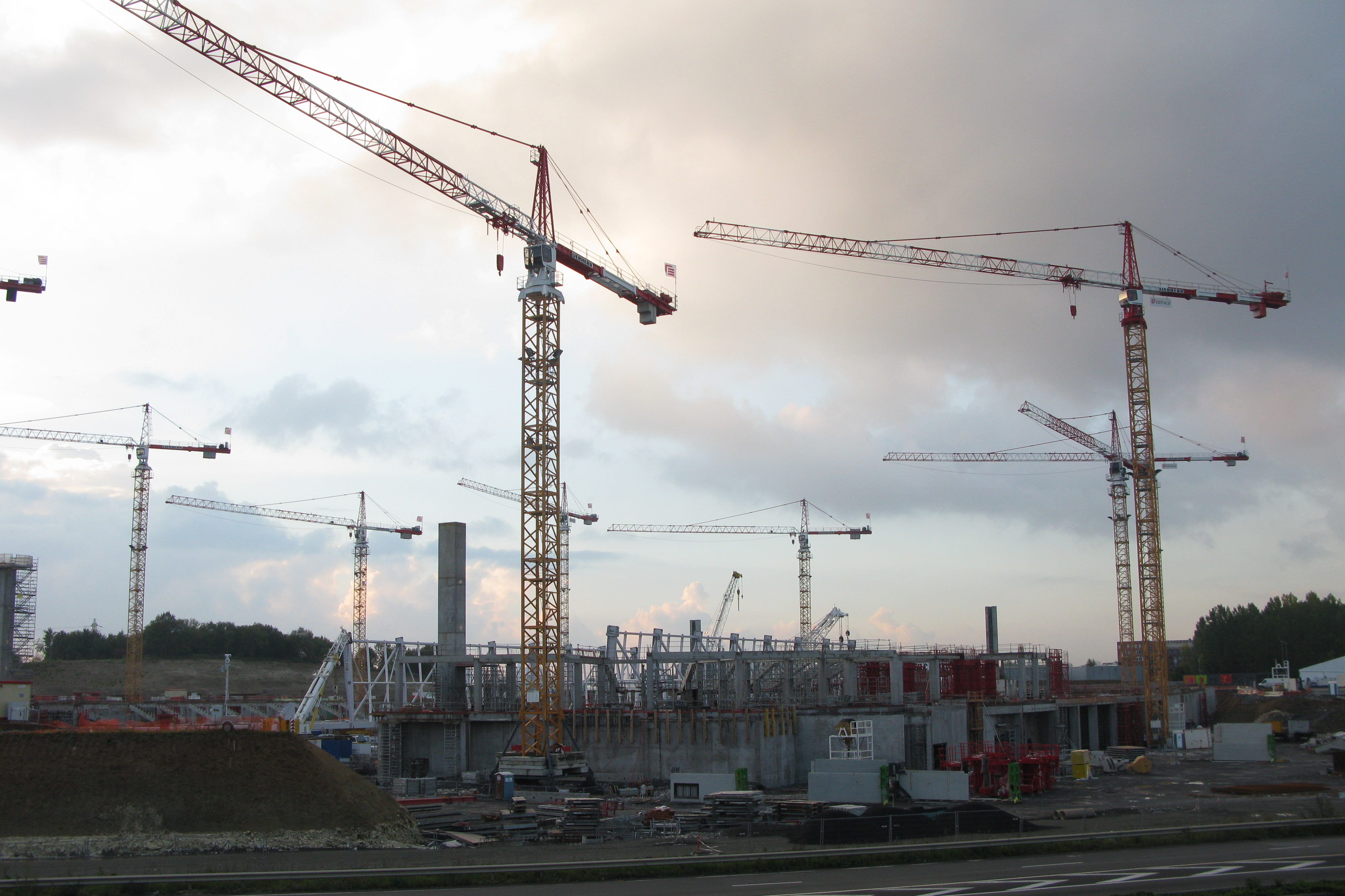
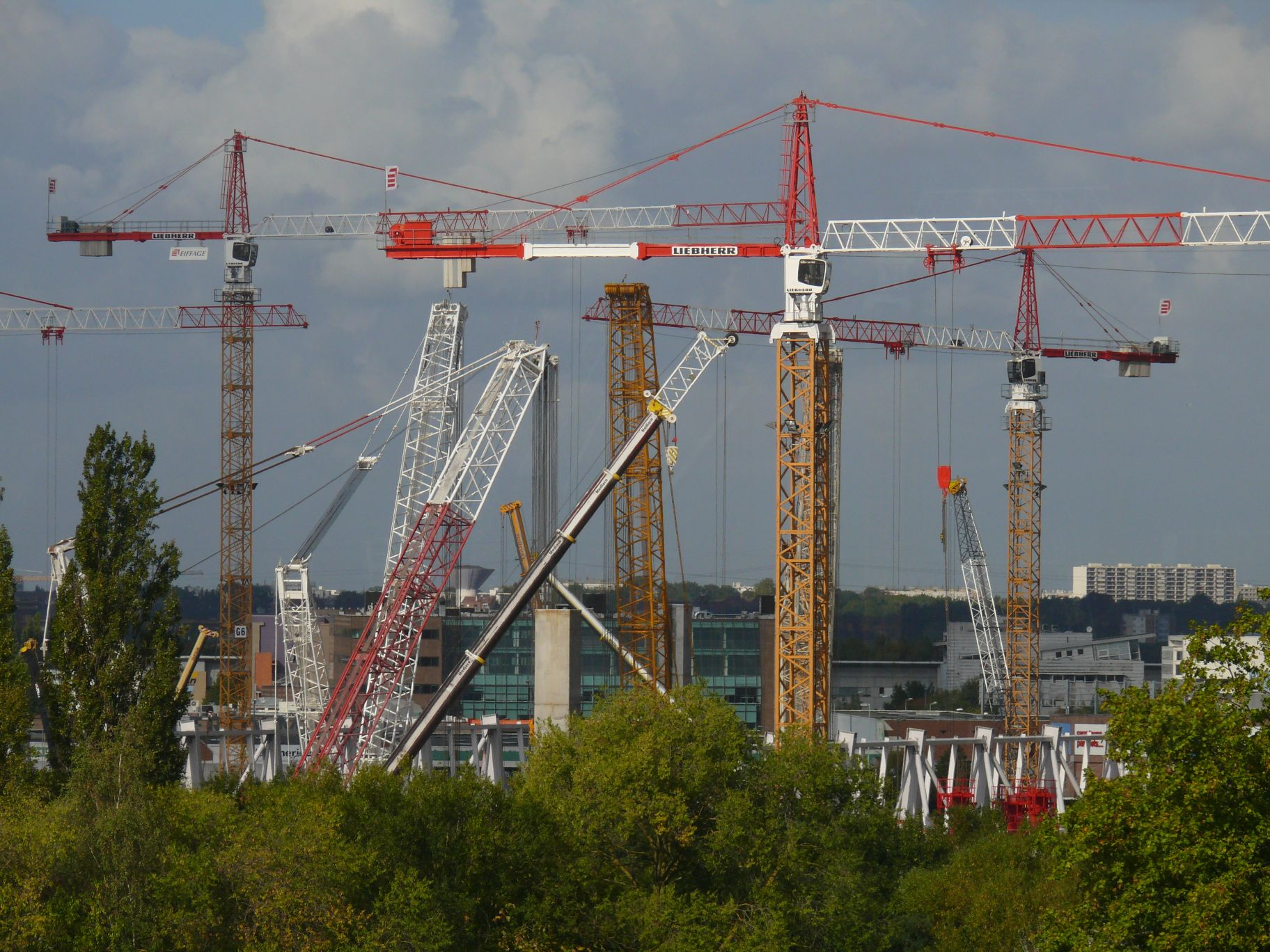
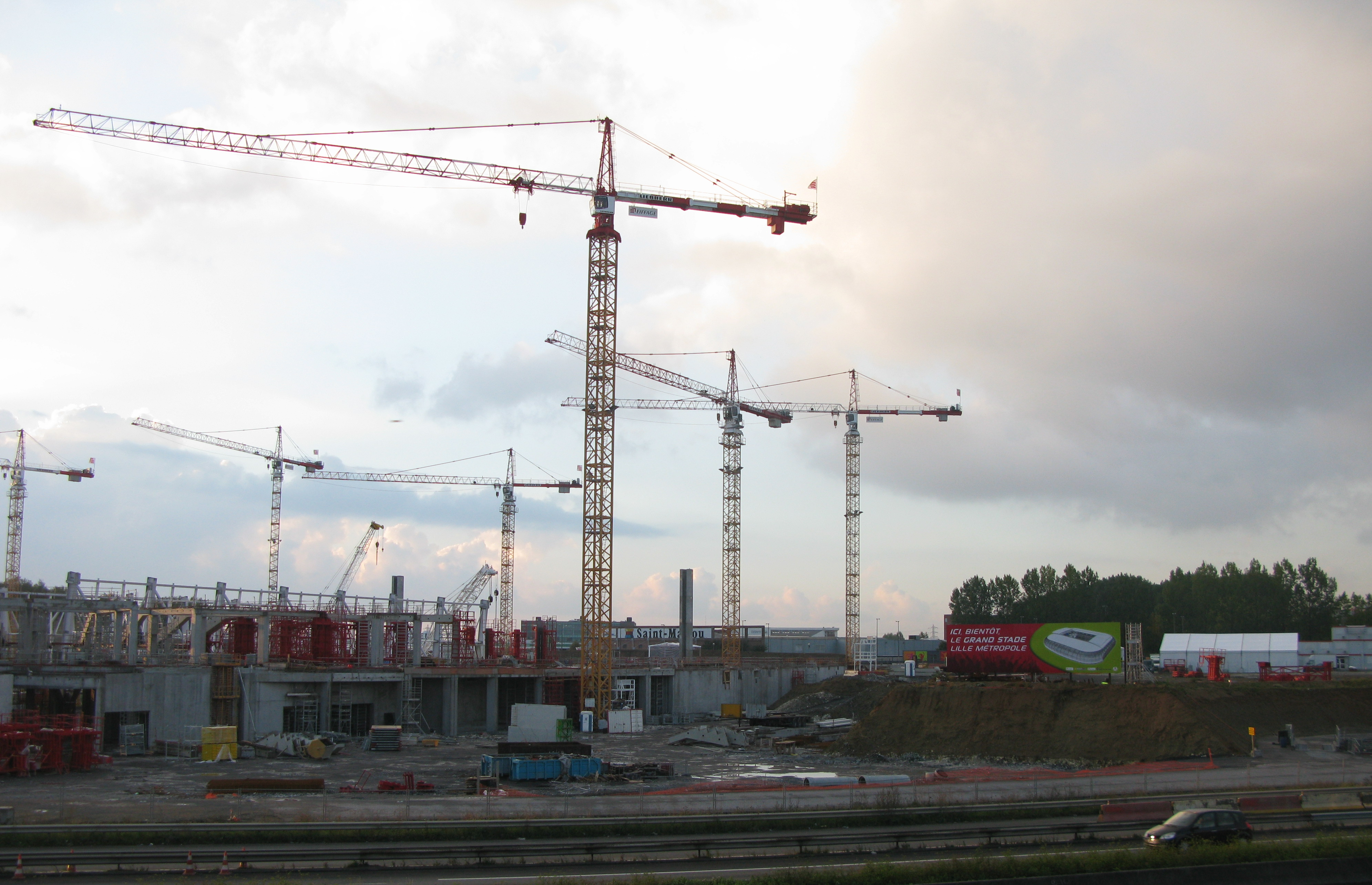
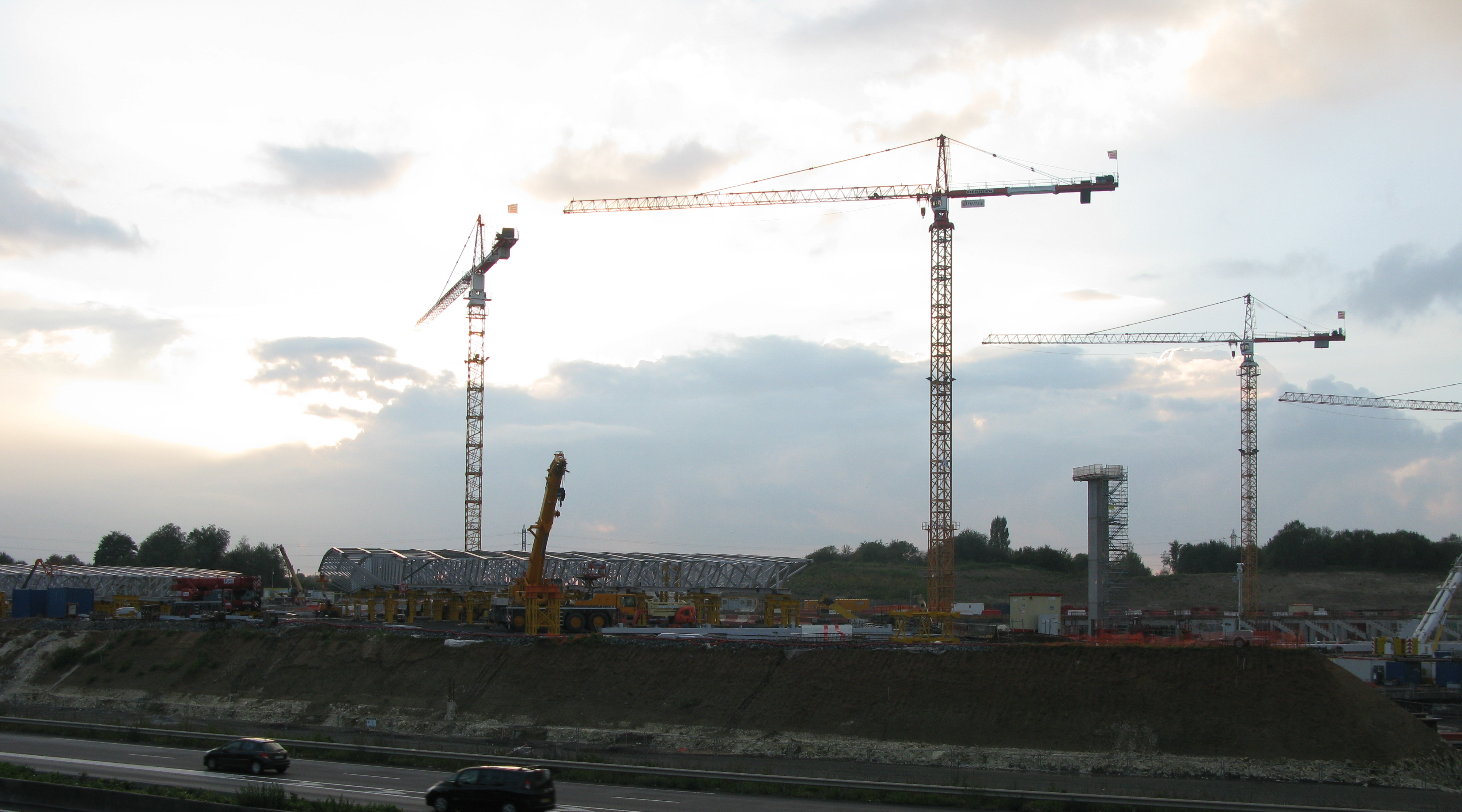
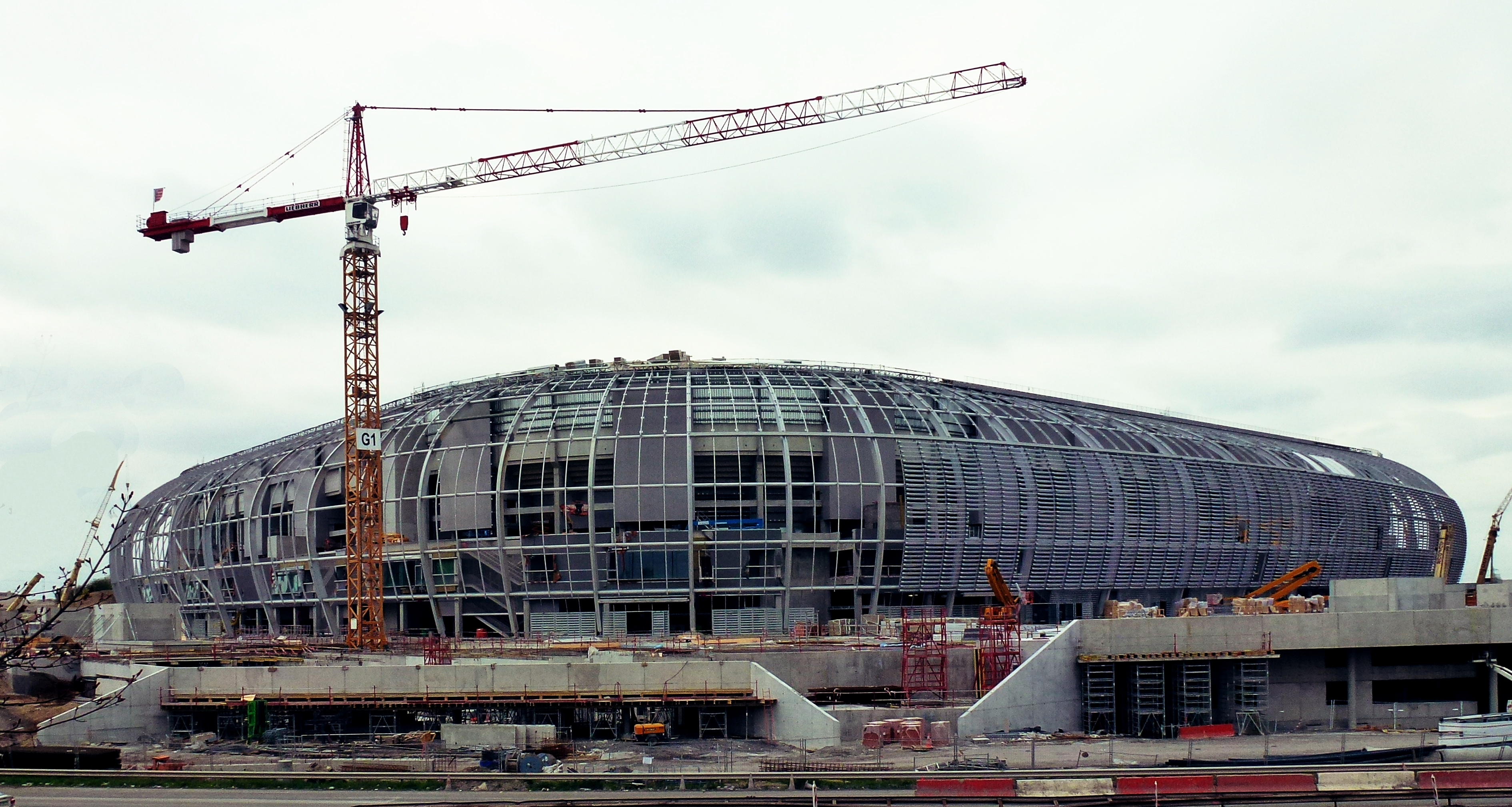